# Vilsjön
Vilsjön är en sjö i Vimmerby kommun i Småland och ingår i Marströmmens huvudavrinningsområde. Sjön har en area på 0,0941 kvadratkilometer och ligger 123,7 meter över havet. Sjön avvattnas av vattendraget Marströmmen (Bodaån).

## Delavrinningsområde
Vilsjön ingår i det delavrinningsområde (638480-151284) som SMHI kallar för Inloppet i Fjälstern. Medelhöjden är 130 meter över havet och ytan är 29,7 kvadratkilometer. Det finns inga avrinningsområden uppströms utan avrinningsområdet är högsta punkten. Avrinningsområdets utflöde Marströmmen (Bodaån) mynnar i havet. Avrinningsområdet består mestadels av skog (71 %) och jordbruk (16 %). Avrinningsområdet har 0,79 kvadratkilometer vattenytor vilket ger det en sjöprocent på 2,6 %.